# Renfe Intercity
Renfe Intercity es una marca de servicios ferroviarios de transporte de pasajeros de larga distancia prestados por Renfe Viajeros en España. 
Estos servicios pueden ser:
- Servicio de Larga Distancia por alta velocidad y/o vía convencional que presta servicio con menor confort (con material como, por ejemplo, la serie 121) a un servicio AVE o Alvia, puesto que no disponen de cafetería ni butacas Confort (antigua Preferente), siendo de clase única. Este servicio alcanza una velocidad máxima de 250 km/h, únicamente pudiéndolo alcanzar en líneas de alta velocidad.
- Servicio de Larga Distancia únicamente por vía de ancho ibérico: Estos servicios son prestados habitualmente con coches Talgo remolcados mediante locomotoras diésel o eléctricas, únicamente por vía convencional (excepto relación Madrid - Algeciras, que utiliza ambos anchos: ibérico e internacional). Estos servicios disponen de un confort similar al de los servicios Alvia y AVE, ya que disponen de cafetería y butacas Confort (antigua clase Preferente). Este servicio se presta en relaciones como la Madrid - Badajoz Barcelona - Cartagena o la anteriormente mencionada Madrid - Algeciras. Este servicio alcanza una velocidad máxima de 200 km/h en servicio comercial. Actualmente se ha cambiado el servicio por un Alvia 730 que alcanza 250 km/h.

## Historia
El Intercity de RENFE fue un servicio de viajeros a modo de "Puente ferroviario" para trayectos de larga distancia. Se caracterizaba por una relativa elevada frecuencia, un reducido número de paradas intermedias, alta velocidad comercial y esmerados servicios a bordo.
RENFE inauguró el primer servicio de pasajeros diurnos de calidad con la denominación Intercity el 1 de junio de 1980 en la relación Madrid - Valencia, vía Albacete. Con él entraron en funcionamiento las primeras unidades de Electrotrén Serie 444, capaces de alcanzar los 140 km/h.
A medida que las mejoras en las infraestructuras lo permitieron, estos servicios pudieron implantarse en nuevas relaciones. En 1986 se aumentó la velocidad máxima a 160 km/h en las líneas que conformaron el denominado Triángulo de Oro, entre Madrid, Zaragoza, Barcelona y Valencia. Ello permitió extender los servicios Intercity a estas relaciones, donde se utilizaron coches de la serie 9000 y la serie 10000 arrastrados por locomotoras de la serie 269 y, también, de la serie 250, como en el Intercity Zaragoza - Barcelona en 1987.
A partir del 30 de mayo de 1987 se incorporaron al Intercity Madrid - Valencia los primeros Electrotrenes de la serie 448, entonces matriculados como subserie 444.5, autorizados para circular a 160 Km/h y que disponían de servicio de vídeo.
En las principales relaciones, como Madrid - Zaragoza, Zaragoza - Barcelona o Barcelona - Valencia, los horarios cadenciados de los trenes Intercity estaban combinados con los de otros servicios como trenes Talgo o Rápidos de relaciones transversales, de forma que, entre todos formaban una malla que abarcaba toda la jornada.
En cambio, en otras relaciones, como Madrid - Sevilla, Madrid - Gijón, Madrid - Málaga o Madrid - Logroño, los trenes Intercity, habitualmente atendidos por unidades autopropulsadas de las Series 444 o 448, consistían en un único servicio diario de calidad sin cadencia, a modo de Rápido diurno.
El último Intercity que circuló fue el Irún - Madrid, realizado por el electrotrén de la serie 448, que fue sustituido el 23 de diciembre de 2008 por un Alvia Serie 130.
En 2012, Renfe recuperó la marca para denominar algunas relaciones de larga y media distancia., y el 22 de junio de 2020 Renfe Viajeros unificó bajo la marca Intercity los servicios que anteriormente se prestaban con las denominaciones Altaria, AV City y Talgo. De esta manera, simplifica las marcas comerciales en los servicios de Alta Velocidad y Larga Distancia, permitiendo homogeneizar criterios comerciales. La denominación Intercity se sitúa como la de menor rango dentro de los servicios comerciales de largo recorrido prestados por Renfe.

## Servicios comerciales
La nueva orientación comercial de Renfe para la marca Intercity responde a un servicio híbrido entre trenes de Larga distancia y Media distancia debido a que los trenes realizan trayectos que por su recorrido se catalogarían dentro de Larga distancia pero sin embargo ofrecen tarifas para trayectos de corto o medio recorrido que se igualan a las ofrecidas por trenes de media distancia. El gran número de paradas que ofrecen los diferentes trayectos recalcan aún más el carácter de trenes de Media Distancia. Los servicios Intercity actuales podrían clasificarse en dos tipos:
- Servicios de nueva creación prestados con material de media distancia, pero realizando un trayecto propio de trenes de larga distancia.
- Servicios de larga distancia que en una parte de su recorrido ofertan tarifa Intercity, como el Alvia Barcelona - Bilbao entre Miranda de Ebro y Bilbao.

Desde el 9 de junio de 2025.
| Origen                                       | Paradas | Destino                        | Frecuencias                                    | Duración              | Observaciones                                                                                        |
| Corredor Norte                               | Corredor Norte | Corredor Norte                 | Corredor Norte                                 | Corredor Norte        | Corredor Norte                                                                                       |
| -------------------------------------------- | --- | ------------------------------ | ---------------------------------------------- | --------------------- | --- |
| Madrid - Chamartín - Clara Campoamor         | Valladolid - Campo Grande · Burgos - Rosa Manzano · Miranda de Ebro · Vitoria · Zumárraga · Tolosa · San Sebastián | Irún                           | 1 tren diario por sentido                      | 6 horas y 23 minutos  | |
| Madrid - Chamartín - Clara Campoamor         | Segovia - Guiomar · Valladolid - Campo Grande · Burgos - Rosa Manzano · Miranda de Ebro · Haro | Logroño                        | 1 tren D-V por sentido                         | 4 horas y 1 minuto    | |
| Madrid - Chamartín - Clara Campoamor         | Segovia - Guiomar · Valladolid - Campo Grande · Palencia · León · Veguellina · Astorga · Vega - Magaz · Brañuelas · Torre del Bierzo · Bembibre · San Miguel de las Dueñas | Ponferrada                     | 1 tren diario por sentido                      | 4 horas y 12 minutos  | |
| Corredor Sur                                 | |                                |                                                |                       | |
| Madrid - Chamartín - Clara Campoamor         | Madrid - Atocha Cercanías · Alcázar de San Juan · Vilches · Linares - Baeza · Jódar - Úbeda · Cabra del Santo Cristo - Alicún · Moreda · Guadix | Huércal - Viator               | 1 tren diario por sentido                      | 6 horas y 55 minutos  | |
| Madrid - Puerta de Atocha - Almudena Grandes | Córdoba · Sevilla - Santa Justa · La Palma del Condado | Huelva                         | 1 tren diario por sentido                      | 4 horas y 35 minutos  | |
| Corredor Este                                | |                                |                                                |                       | |
| Madrid - Chamartín - Clara Campoamor         | Cuenca - Fernando Zóbel · Requena - Utiel · Valencia - Joaquín Sorolla · Cullera | Gandía                         | 1 tren diario por sentido                      | 3 horas y 32 minutos  | Comenzará a prestar servicio el 20 de junio                                                          |
| Corredor Mediterráneo                        | |                                |                                                |                       | |
| Barcelona - Sans                             | Tarragona · Cambrils · La Aldea - Amposta - Tortosa · Vinaroz · Benicarló - Peñíscola · Oropesa del Mar · Benicasim · Castellón · Sagunto | Valencia - Joaquín Sorolla     | 1 tren L-J y S y 2 trenes V y D por sentido    | 3 horas y 37 minutos  | El tren diario solo efectúa parada en Tarragona y Castellón.                                         |
| Barcelona - Sans                             | Tarragona · Cambrils · La Aldea - Amposta - Tortosa · Vinaroz · Benicarló - Peñíscola · Oropesa del Mar · Benicasim · Castellón · Sagunto · Valencia - Norte · Játiva · Villena · Elda - Petrer | Alicante                       | Ida: 1 tren V y S Vuelta: 2 trenes D           | 5 horas y 57 minutos  | El tren de los sábados y uno de los domingos solo efectúa parada en Tarragona, Castellón y Valencia. |
| Barcelona - Sans                             | Tarragona · Cambrils · La Aldea - Amposta - Tortosa · Vinaroz · Benicarló - Peñíscola · Benicasim · Castellón · Valencia - Norte · Játiva · Villena · Elda - Petrer · Alicante · Elche - Parque · Orihuela - Miguel Hernández | Murcia                         | 1 tren diario por sentido                      | 7 horas y 40 minutos  | |
| Barcelona - Sans                             | Tarragona · Cambrils · La Aldea - Amposta - Tortosa · Vinaroz · Benicarló - Peñíscola · Benicasim · Castellón · Valencia - Norte · Játiva · Villena · Elda - Petrer · Alicante · Elche - Parque · Orihuela - Miguel Hernández · Murcia · Balsicas - Mar Menor · Torre Pacheco                                                            | Cartagena                      | 1 tren diario por sentido                      | 8 horas y 49 minutos  | |
| Transversales                                | |                                |                                                |                       | |
| Barcelona - Sans                             | Campo de Tarragona · Cambrils · Aldea - Amposta - Tortosa · Vinaroz · Benicarló - Peñíscola · Castellón · Valencia - Nord · Alcázar de San Juan · Manzanares · Valdepeñas · Vilches · Linares - Baeza · Espeluy · Andújar · Córdoba · Sevilla - Santa Justa · Jerez de la Frontera · El Puerto de Santa María · San Fernando - Bahía Sur | Cádiz                          | 1 tren diario por sentido                      | 13 horas y 35 minutos | Este servicio recibe el nombre de Torre del Oro.                                                     |
| Otros corredores                             | |                                |                                                |                       | |
| Barcelona - Sans                             | Campo de Tarragona · Lérida - Pirineos · Zaragoza - Delicias · Tudela · Castejón de Ebro · Tafalla | Pamplona                       | 1 tren V sentido ida. 1 tren D sentido vuelta. | 3 horas y 54 minutos  | |
| Miranda de Ebro                              | Llodio | Bilbao-Abando-Indalecio Prieto | 1 tren diario por sentido                      | 1 hora y 50 minutos   | |